# Christopher Howard Gibbs
Pour les articles homonymes, voir Gibbs.
Christopher Howard Gibbs est un musicologue et professeur de musique américain, spécialiste de Franz Schubert et de Franz Lizst, né le 20 février 1958 à New York.

## Biographie
Après être sorti diplômé de Haverford College, il a passé une maîtrise de philosophie, ainsi qu'une thèse en musicologie historique à l'université Columbia. Il a reçu un prix de la part de l'Institut culturel autrichien en 1992, ainsi que plusieurs autres prix par la suite. 
En 1997, il était conseiller en musicologie pour le festival Schubert de Carnegie Hall, ainsi que pour le Bard Music Festival en 2000 et 2002, puis directeur artistique de ce même festival à partir de 2003. 
À partir de 2000, il a été consultant en musicologie pour l'Orchestre de Philadelphie. Il a écrit ou édité un certain nombre de livres sur la musique, dont The life of Schubert en 2000, a participé à un certain nombre de publications musicales, et enseigne la musicologie à la faculté de Bard depuis 2002. Il est membre de la Société américaine de musicologie, ainsi que de l'Institut international Franz Schubert. 
Il a épousé Helena Sedlackova le 27 septembre 1993.

## Publications
- The Cambridge companion to Schubert, 1997.
- The life of Schubert, Cambridge University Press, 2000[3].
- Lizst and his world, avec Dana Andrew Gooley, Princeton University Press, 2006[4].
- The Oxford history of western music, avec Richard Taruskin, College Edition, 2012.

## Collaborations
- The musical quarterly.
- New grove dictionnary of music and musicians.
- 19th century music.
- Schubert durch die Brille.
- Current musicology.
- Opera quarterly.
- Chronicle of higher education.